# Кинофестиваль в Жерармере
Междунаро́дный фестива́ль фантасти́ческих фи́льмов в Жерарме́ре (Festival de Gérardmer — Fantastic’Arts) — один из самых уважаемых киносмотров в жанре фантастики и фильмов ужасов, проводимых ежегодно зимой во Франции с 1994 года. Возник как преемник Международного фестиваля фантастических фильмов в Авориазе.

## История
Проходит в старинном городке Жерармер (Gérardmer), который местные жители называют Жерарме́ (чтобы не путать с «Жерармер», что означает — «обработанный луг Жерара»). Город находится в департаменте Вогез и впервые упомянут в 1285 году. Жерармер на протяжении целого столетия известен как модный горнолыжный курорт в Вогезских горах.
С 1994 по 1995 год фестиваль имел название Fantastica, впоследствии переименован в «Fantastic’arts», что определяет его жанровое своеобразие. Помимо наград в области кино на фестивале присуждаются премии и призы авторам литературных произведений, радиопостановок, видеоклипов, компьютерных и видео игр, и даже художникам-дизайнерам, декораторам фантастически оформленных витрин.
В киносмотре выделены номинации короткометражных и полнометражных фильмов. Также в рамках кинособытий фестиваля выделяются: премьерные показы («фильм на открытии» и «фильм на закрытии»), специальный «ночной сеанс» (посвящённый творчеству известного кинематографиста в указанных жанрах), ретроспективы фильмов по определённой тематике.
Каждый год оргкомитет фестиваля назначает определённую тему: например, в 2006 году в честь тринадцатого по счету фестиваля смотр был посвящён теме суеверий и числу «13». Фестиваль 2007 года прошёл под знаком «Игра отражений» и был посвящён проблематике экранизаций и ремейков.
В отличие от Международного фестиваля фантастических фильмов в Авориазе, руководство смотра в Жерармере позиционирует свой фестиваль как «народный». И, действительно, даже в первые годы фестиваль посещали более 20 тысяч зрителей, где каждый находил себе фильм и событие по душе.
В то же время смотр в Вогезе стал прямым продолжателем дела Авориаза, собирая профессионалов как в жюри, так и среди кинематографистов, представляющих свои работы.
В разные годы жюри руководили Рутгер Хауэр, Джон Карпентер, Уолтер Хилл, Кен Расселл и Тэд Котчефф, Джон Лэндис и Майкл Йорк, Пол Верховен и Норман Джуисон, другие известные деятели кино.
Среди тех мастеров жанра, которые себя проявили в Жерармере, немало звезд кинофантастики и мирового horror’а: Ронни Ю (1994), Питер Джексон «Небесные создания» (1995), Алекс де ла Иглесия « День зверя» (1996), Микеле Соави «Пудра» (1996), Дэвид Кепп «Отзвуки эха», (2000).
Многие ленты, ставшие лауреатами, диктовали моду жанра на протяжении последних лет: «Крик» (1997), «Гаттака», (1998), « Куб» (1999), « Влюблённый Тома», (2001).
Приятно, что в числе отмеченных на фестивале в Жерармере есть и наши соотечественники: Марина Зудина за участие в главной роли в фильме «Немой свидетель» была удостоена специального упоминания жюри по итогам конкурса 1996 года.

## Победители
- 1994 — «Между любовью и славой» (Between Love and Glory aka Jiang Hu), режиссёр Ронни Ю
- 1995 — «Небесные создания» (Heavenly Creatures), режиссёр Питер Джексон
- 1996 — «День зверя» (El Dia de la Bestia), режиссёр Алекс де ла Иглесиа
- 1997 — «Крик» (Scream), режиссёр Уэс Крэйвен
- 1998 — «Американский оборотень в Париже» (An American Werewolf in Paris), режиссёр Энтони Уоллер
- 1999 — «Куб» (Cube), режиссёр Винченцо Натали
- 2000 — «Отзвуки эха» (La secte sans nom aka Nameless aka Los sin nombres), режиссёр Дэвид Кепп
- 2001 — «Влюблённый Тома» (Thomas est amoureux), режиссёр Пьер-Поль Рендер
- 2002 — «Фауст 5.0» (Fausto 5.0), режиссёр Исидри Отис и др.
- 2003 — «Тёмные воды» (Honogurai mizu no soko kara aka Dark Waters, режиссёр Хидэо Наката
- 2004 — «История двух сестёр» (A Tale of Two Sisters aka Janghwa, Hongryeon), режиссёр Ким Чжи Ун
- 2005 — «Двуличие» (Trouble), режиссёр Гарри Клевен
- 2006 — «Изоляция» (Isolation), режиссёр Билли О’Брайан
- 2007 — «Неуместный человек» (Den Brysomme Mannen aka Norway of Life — The Bothersome man), режиссёр Йенс Лиен
- 2008 — «Приют» (El orfanato), режиссёр Хуан Антонио Байона
- 2009 — «Впусти меня» (Låt den rätte komma in), режиссёр Томас Альфредсон
- 2014 — «Мисс Зомби» (Miss Zombie), режиссёр Сабу
- 2018 — «Страна призраков» (Ghostland), режиссёр Паскаль Ложье

## Премия критики
- 1996 — Тайна острова Роан-Иниш